# Juncus miyiensis
Juncus miyiensis là một loài thực vật có hoa trong họ Juncaceae. Loài này được K.F. Wu mô tả khoa học đầu tiên năm 1994.